# Berchtesgaden
La ciudad de Berchtesgaden (pronunciación en alemán: /bɛʁçtəsˈɡaːdn̩/ⓘ) se encuentra ubicada en los Alpes de Baviera (Alemania). Está localizada en el distrito del sur de Berchtesgadener Land, cerca de la frontera con Austria, unos 30 km al sur de Salzburgo y a 180 km al sureste de Múnich. Está situada al norte del parque nacional de Berchtesgaden.
Berchtesgaden a menudo es asociada con el monte Watzmann, que con una altura de 2713 m s. n. m. es la tercera montaña más alta en Alemania después del Zugspitze y el Hochwanner. Esta montaña es famosa en la comunidad de escaladores por su cara este (Ostwand), y por la existencia de un lago profundo de origen glaciar por el nombre de Königssee de 5,2 km². Otro pico notable es la montaña Kehlstein (1835 m s. n. m.) con su refugio Kehlsteinhaus, también llamado El Nido del Águila, que ofrece vistas espectaculares a sus visitantes. Los pueblos vecinos a Berchtesgaden son Bischofswiesen, Markt Schellenberg, Ramsau y Schönau am Königssee.

## Historia

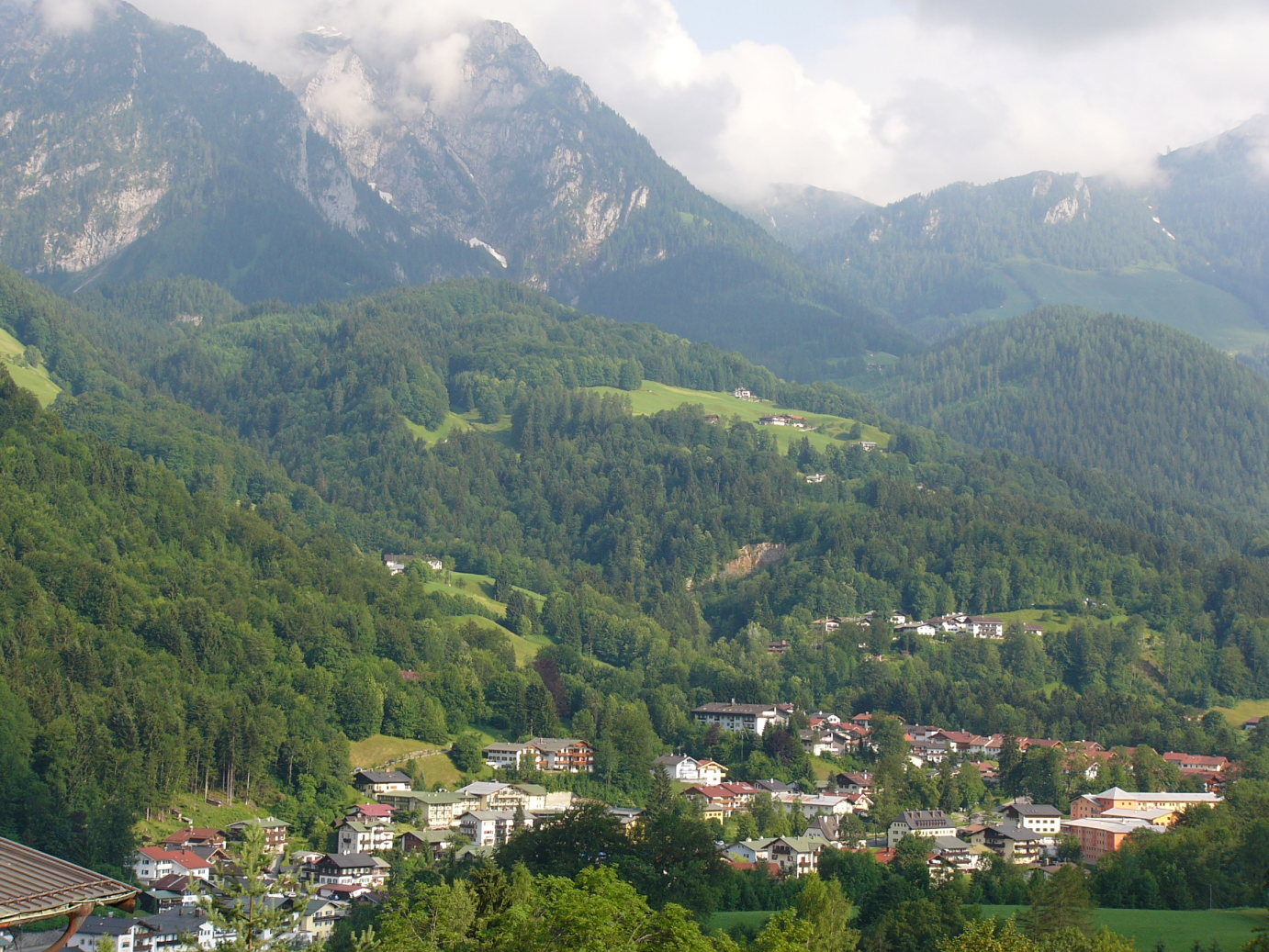
Panorama de Berchtesgaden.

Los inicios de la ciudad se remontan al año 1102, siendo mencionada en los documentos por sus importantes depósitos de sal de los más abundantes del sur de Alemania. La mayor parte de la riqueza de Berchtesgaden se debe, por lo tanto, a sus minas de sal. La ciudad fue un Prebostazgo independiente hasta el Reichsdeputationshauptschluss en 1803, cuando es incluido en el Electorado de Salzburgo. Entregado a Fernando III, que acaba de perder sus estados en la formación del Reino de Etruria.
Durante las guerras napoleónicas, Berchtesgaden cambió varias veces de manos tropas francesas ocuparon el área por un tiempo. En 1810 Berchtesgaden quedó bajo control bávaro y pronto se convirtió en un destino popular de la familia real bávara, que a menudo visitaba Königssee y tuvo allí una residencia real de caza en el propio pueblo. El turismo comenzó a desarrollarse, y un buen número de artistas se acercaron a los alrededores de la ciudad, que dio lugar al movimiento artístico denominado "Malereck" (literalmente, la esquina del pintor) sobre la orilla del lago Königssee.

### Nacionalsocialistas en Berchtesgaden
El área de Obersalzberg fue elegida por los nacionalsocialistas en la década de 1920 para descanso de sus líderes. Al ubicar allí la residencia de montaña de Hitler, el Berghof, la región de Berchtesgaden y sus alrededores (Stangaß) fue convertida en un área restringida (Führersperrgebiet) para altos funcionarios del NSDAP. Junto con la cercana Oficina de la Cancillería del Reich en Berchtesgaden, el área prohibida del Führer, Obersalzberg, constituye un lugar de autoría donde se planificaron y ordenaron numerosos crímenes contra la humanidad.  Esto selló el destino del área como un objetivo estratégico militar para las fuerzas aliadas durante la Segunda Guerra Mundial. Todavía es posible visitar en el área algunos edificios de la era nacionalsocialista, aunque sólo unos pocos de estos sitios se han conservado. El Kehlsteinhaus (denominado El Nido del Águila), que fuera construido como regalo para el quincuagésimo cumpleaños de Hitler en 1939 y que ha llegado hasta nuestros días por una serie de circunstancias fortuitas, que lo salvaron de ser demolido y fue abierto al público en 1952. Todos los remanentes de las casas de antiguos líderes nacionalsocialistas como Adolf Hitler, Hermann Göring, Albert Speer y Martin Bormann fueron demolidos.

### La etapa de la posguerra
Después de la guerra, Obersalzberg se convirtió en una zona militar y la mayor parte de sus edificios fueron tomados por el ejército estadounidense. El hotel Platterhof fue reconstruido y renombrado como hotel General Walker en 1952. Este edificio sirvió como parte del Centro de Reconstrucción de Fuerzas Armadas estadounidense (AFRC) durante la guerra fría. El Berghof fue demolido en el año 1953.
En 1995, 50 años después del final de la Segunda Guerra Mundial y 5 años después de la reunificación alemana, el AFRC Berchtesgaden fue devuelto a las autoridades bávaras para acomodar los recortes presupuestarios resultado de ajustes económicos durante el mandato del presidente estadounidense Bill Clinton. El hotel General Walker fue demolido poco después. Sus ruinas, con los remanentes del Berghof, fueron eliminadas en 1996 para hacer sitio, en parte, a unas nuevas instalaciones de autobús que sirven a la línea de transporte al Kehlsteinhaus y a las nuevas instalaciones del hotel Intercontinental. La antigua pensión "Hoher Goell" sirve ahora como nuevo centro de documentación.

### Berchtesgaden hoy

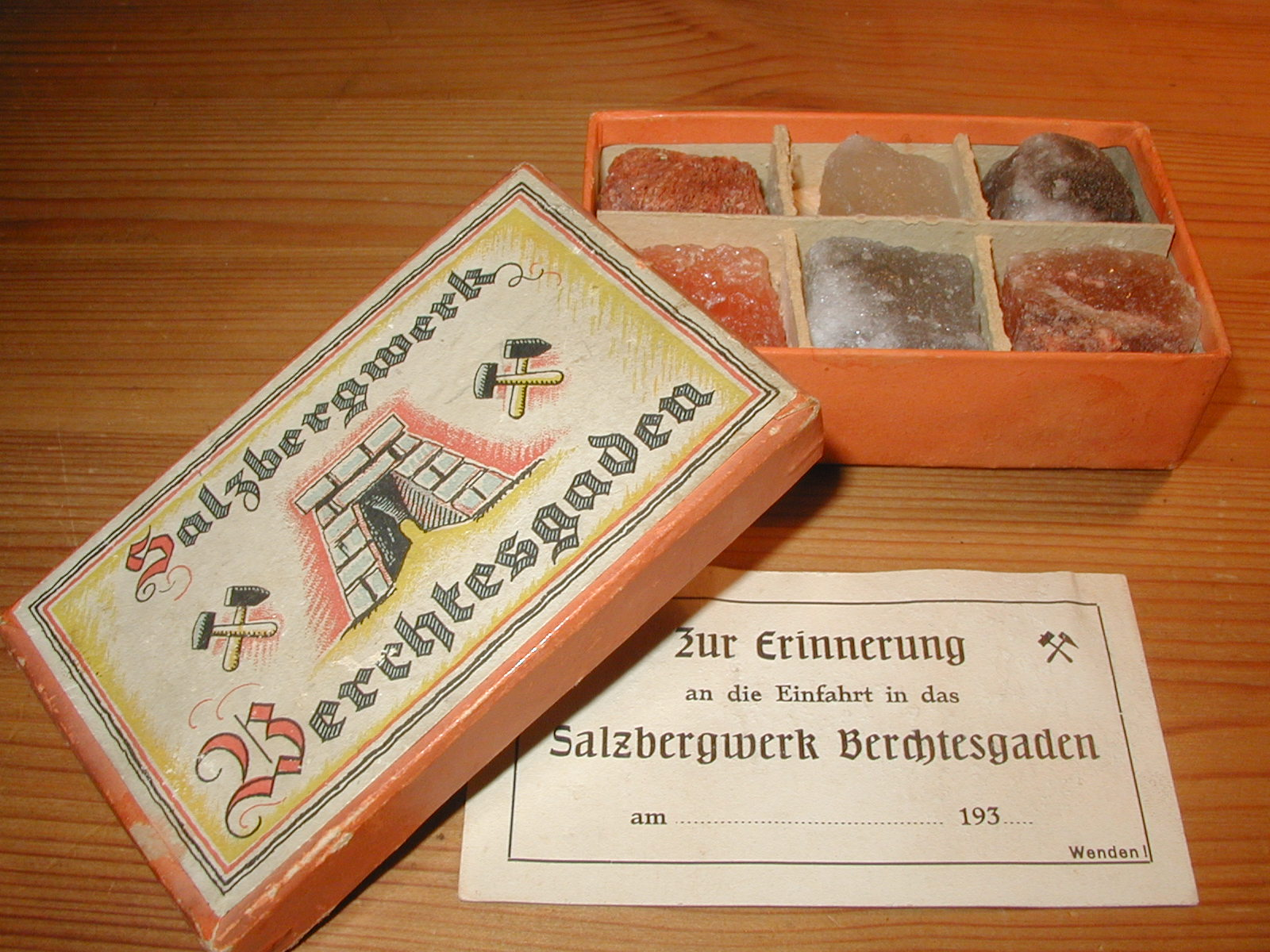
Sal procedente de Berchtesgaden.

En 1972, la reforma de la administración local unió los, hasta entonces independientes, municipios de Salzberg, María Gern y Au (formando Oberau y Unterau) bajo la administración de la ciudad de Berchtesgaden. Otro intento de reforma buscó unir los cinco municipios restantes del valle de Berchtesgaden (Bischofswiesen, Ramsau, Markt Schellenberg y Schönau am Königssee), aunque fracasó debido al bajo apoyo popular.

## Turismo y deportes
El parque nacional de Berchtesgaden se estableció en 1978 y gradualmente se ha convertido en uno de los mayores de Alemania. El turismo de masas está limitado a unas pocas zonas públicas, lo que da la alternativa a turistas que buscan naturaleza y espacio de encontrar paz y tranquilidad en el parque. Los principales lugares turísticos son el lago Königssee, la mina de sal (todavía en funcionamiento), el Kehlsteinhaus y el nuevo Dokumentationszentrum Obersalzberg (Centro de Documentación de Obersalzberg).
Los deportes recreativos y competitivos también han ganado en importancia. Aunque las pistas de esquí de Berchtesgaden no estén entre las más grandes de los Alpes, son adecuadas para principiantes y esquiadores más competitivos así como para los habitantes de la zona. El circuito de Königssee de bobsleigh ha sido utilizado para diversas competiciones internacionales de trineo. La personalidad deportiva más famosa de Berchtesgaden es Georg Hackl, un múltiple campeón olímpico, ganador de tres medallas de oro en luge. 
A diferencia de la parte del norte Berchtesgadener Land y el área de Salzburgo, Berchtesgaden no tiene prácticamente ninguna fábrica.